# Диошђерска тврђава
Диошђер је тврђава у Мађарској која се налази на северу земље у жупанији Боршод-Абауј-Земплен и данас је део града Мишколца. Подигнута је у XII веку, да би средином XIII века било направљено ново утврђење које је последње дораде доживело средином XVI века. Данас је делимично обновљена и конзервирана, у њој је смештен музеј, а представљена је на мађарској новчаници од 200 форинти, заједно са Карлом Робертом (1310—1342).

## Прошлост тврђаве
Прво утврђење на месту Диошђера, подигнуто је највероватније у XII веку, а сачињавао га је земљани бедем. Током монголске инвазије (1241—1242), првобитно утврђење је порушено, што је приморало краља Белу IV (1235—1270) да подигне ново камено утврђење овалног облика са округлом Донжон кулом. Град око тврђаве се развијао и према порезима плаћеним 1330. године, спадао је у ред најбогатијих у држави.
Свој врхунац Диошђер доживљава током владавине Лајоша I Великог (1342—1382). Тврђава је контролисала пут према Пољској, чиме је добила на значају, пошто је из ње потицала његова мајка и чији је краљ он постао 1370. Подигнуто је неколико бедема, као и Мали Град (Унутрашњи Град) правоугаоног облика, ојачан са четири куле смештене у његовим теменима. Касније је Лајошева ћерка додала и шанац испуњен водом, дубок 4 метра. Унутар Малог Града, на првом спрату су се налазиле оставе и складишта, док су на другом биле сместене собе и сличне просторије, укључујући и Витешку дворану, дугачку 25, а широку 13 m. Тада облишњи град, Мишколц, прикључен је 1364. поседу Диошђера, а у тврђави је 1381. потписан тзв. Торински мир између краљевине Мађарске и Млетачке републике.
Након Лајошеве смрти и престанка персоналне уније Мађарске и Пољске, Диошђер је изгубио на значају и постао је одмориште мађарских краљица. Краљица Марија (супруга Лајоша II (1516—1526)) се формално 1546. одрекла права на Диошђер, али се утврђење у то доба већ налазило у рукама ердељских војводе Запоља.
Продори Османлија у Мађарску приморали су поседнике тврђаве из породице Ђармати Балаша да ојачају тврђаву, прошире је и унапреде за борбу ватреним оружјем. После 1564. власници Диошђера су се често мењали, а сама тврђава је почела полако да пропада. Након заузећа Јегарског Града и победе код Мезокерестесија, Османлије су 1596. завладале и Диошђером. Током њихове владавине, тврђава и њена околина су биле део Јегарског пашалука. Крајем XVII века, 1687, ослобођен је Диошђер, али је тада тврђава већ изгубила свој стратешки значај и започело је њено пропадање под дејством зуба времена.

## Обнова тврђаве и музејска поставка
Године 1953. започети су конзерваторски радови на Диошђеру, на које су се 1960. надовезала археолошка истраживања. Првобитно су конзервирани само делови који су били пред урушавањем, али је касније обновљен већи део комплекса, укључујући и три од четири куле Малог Града.
Данас је тврђава претворена у музеј, на отвореном и затвореном простору, а често је место приредби и витешких турнира.
У спољном делу тврђаве, налази се велика изложба воштаних фигура, која спада међу највеће у централној Европи, а обухвата шест сцена из свакодневног живота средњовековног Диошђера. Североисточна кула Малог Града, у којој су се некада налазиле краљеве просторије, данас служи као изложбени простор оружја, историје тврђаве и оближњег самостана, а у једној од просторија се налазе воштане фигуре које приказују потписивање Торинског мира. У југоисточној кули, у којој је живела краљица, смештене су просторије за глумце у представама и она је затворена за јавност. Југозападна кула се налази у рушевинама, док северозападна кула служи као видиковац, а њеном приземљу је сместена мала ковница у којој је посетиоцима омогућено да својим рукама искују новчиће.
Представе у Диошђеру се одржавају двапут годишње, у мају и августу. Током њих се оживљава доба средњег века, период владавине Лајоша I, као и догађаји из мађарске историје. На једном од бедема тврђаве, налази се плоча у част посете Шандора Петефија 8. августа 1847, током које је написао своју песму „Сумрак“.
У непосредној близини тврђаве, налази се мали музеј посвећен Рози Шепатаки Дери, глумици из XIX века. Смештен је у кући у којој је живела.